# Аствацнкал
Аствацнкал (арм. Աստվածընկալ վանք; также известный как Сурб Ншан) — армянский монастырский комплекс в центральной части исторической провинции Ниг, между селами Еринджатап и Артаван на территории современной Арагацотнской области Армении. Он был построен в V—XIII веках.

## История
Монастырь является одним из известных памятников армянской средневековой архитектуры, расположен на холме на правом берегу ущелья реки Касах. Был основан в V веке (по некоторым данным в IV веке).

## Устройство комплекса
Комплекс состоит из церквей Сурб Аствацацин, Сурб Ншан и гавита. Церковь Сурб Аствацацин — старейшее сооружение комплекса, однонефная, сводчатая базилика V века. Имеет входы с северной и южной сторон. В 1207 году церковь была отремонтирована и здесь была основана монашеская община. Церковь Сурб Ншан была приделана с северной стороны в 1244 году. В окрестностях монастыря сохранились хачкары и надгробия XII—XVII веков.

## Программа восстановления
Меморандум о реставрации монастырского комплекса подписали замминистра образования, науки, культуры и спорта Армении Ара Хзмалян и бизнесмен, меценат Грайр Аветисян.
Реставрационные работы монастырского комплекса начались в 2007 году. Автор проекта реставрации — архитектор Сурен Сароян.

## Галерея

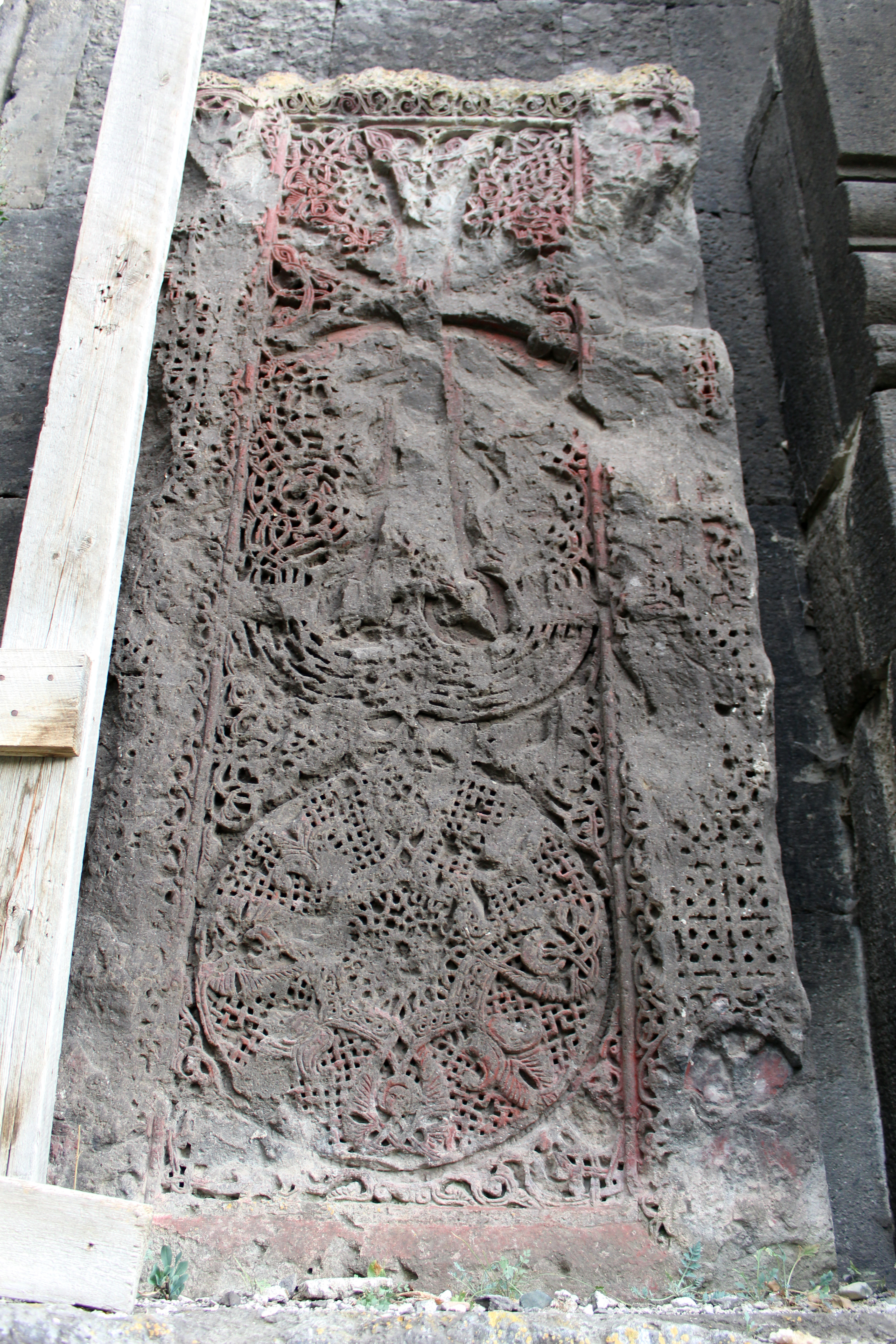
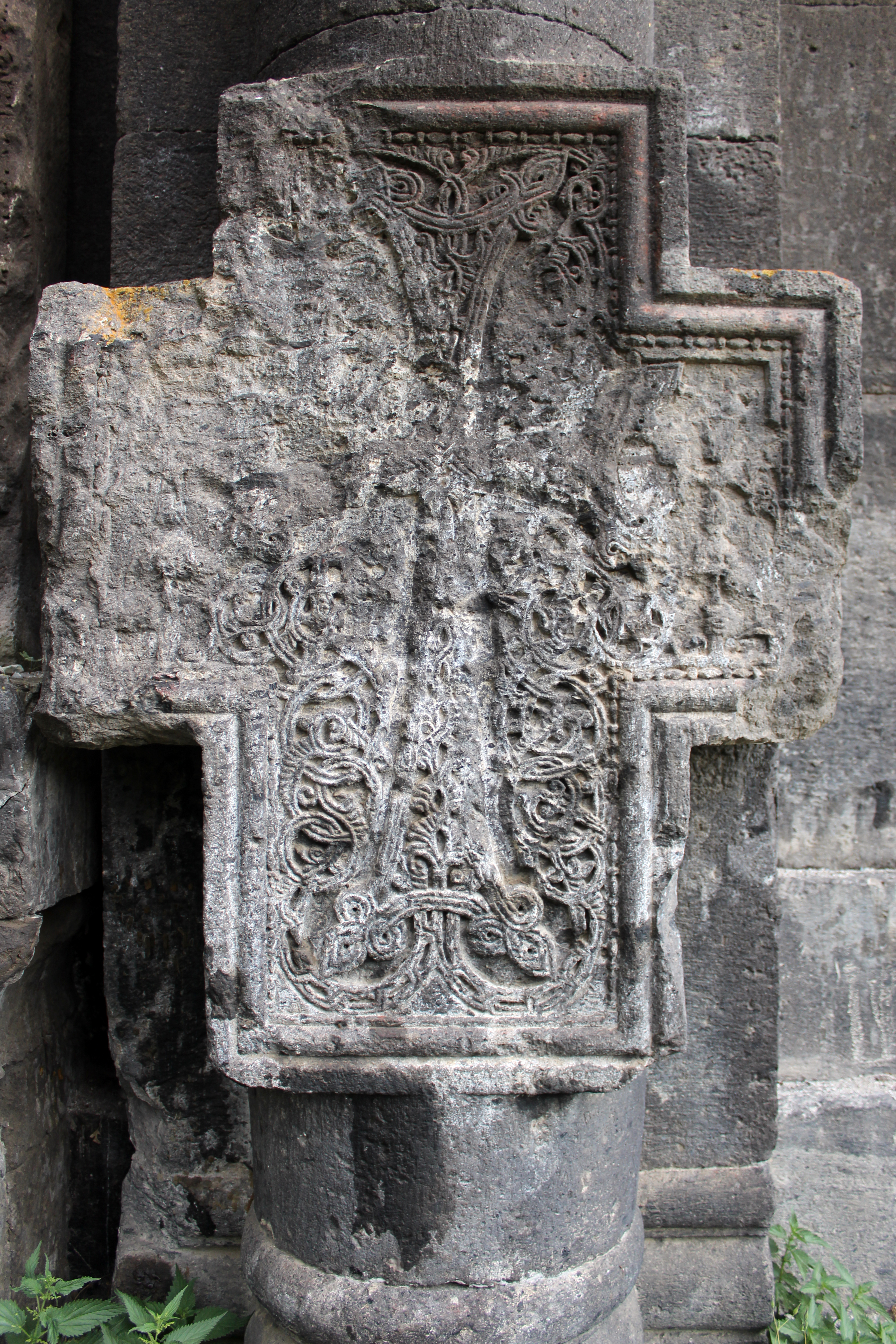
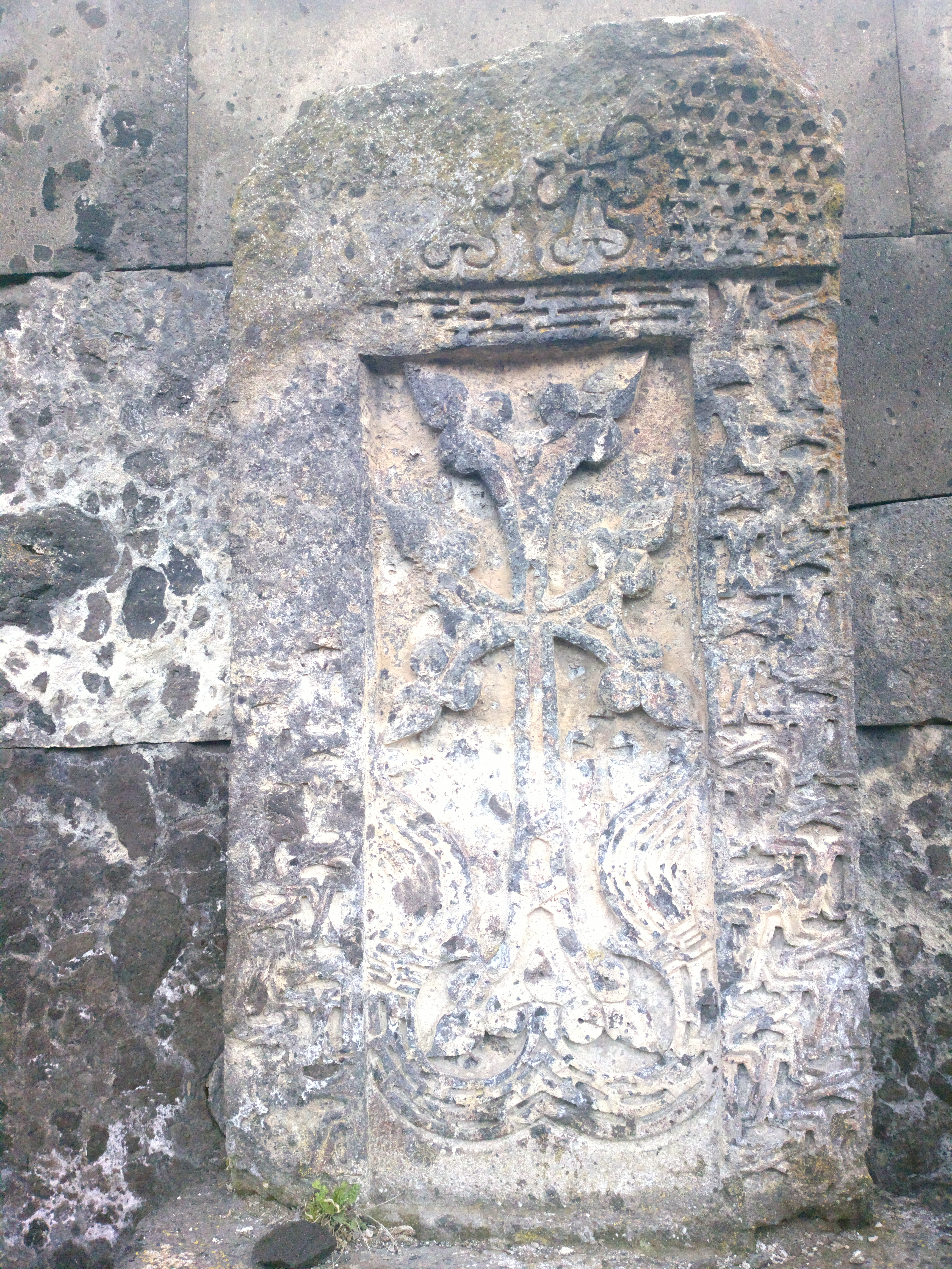
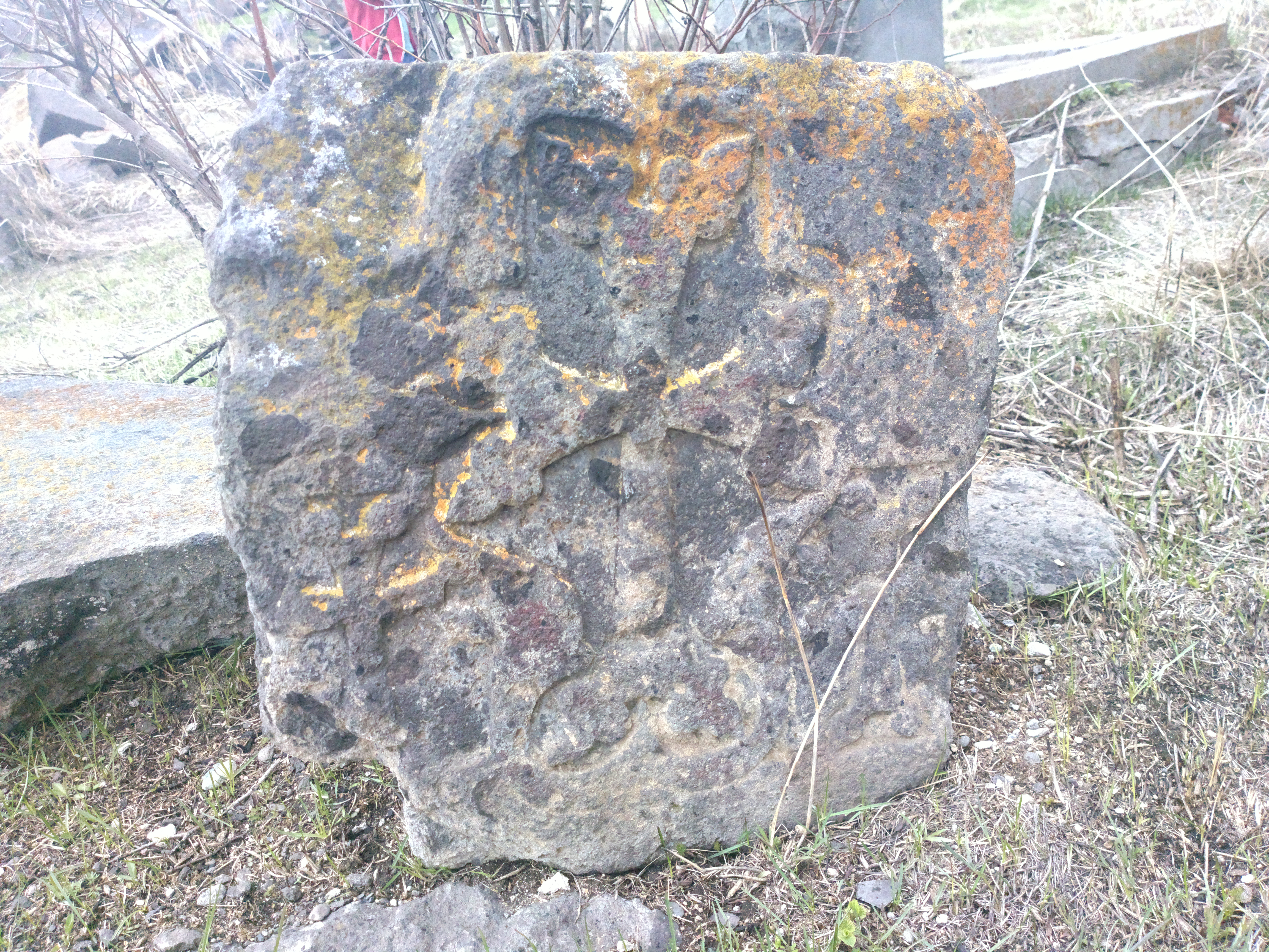
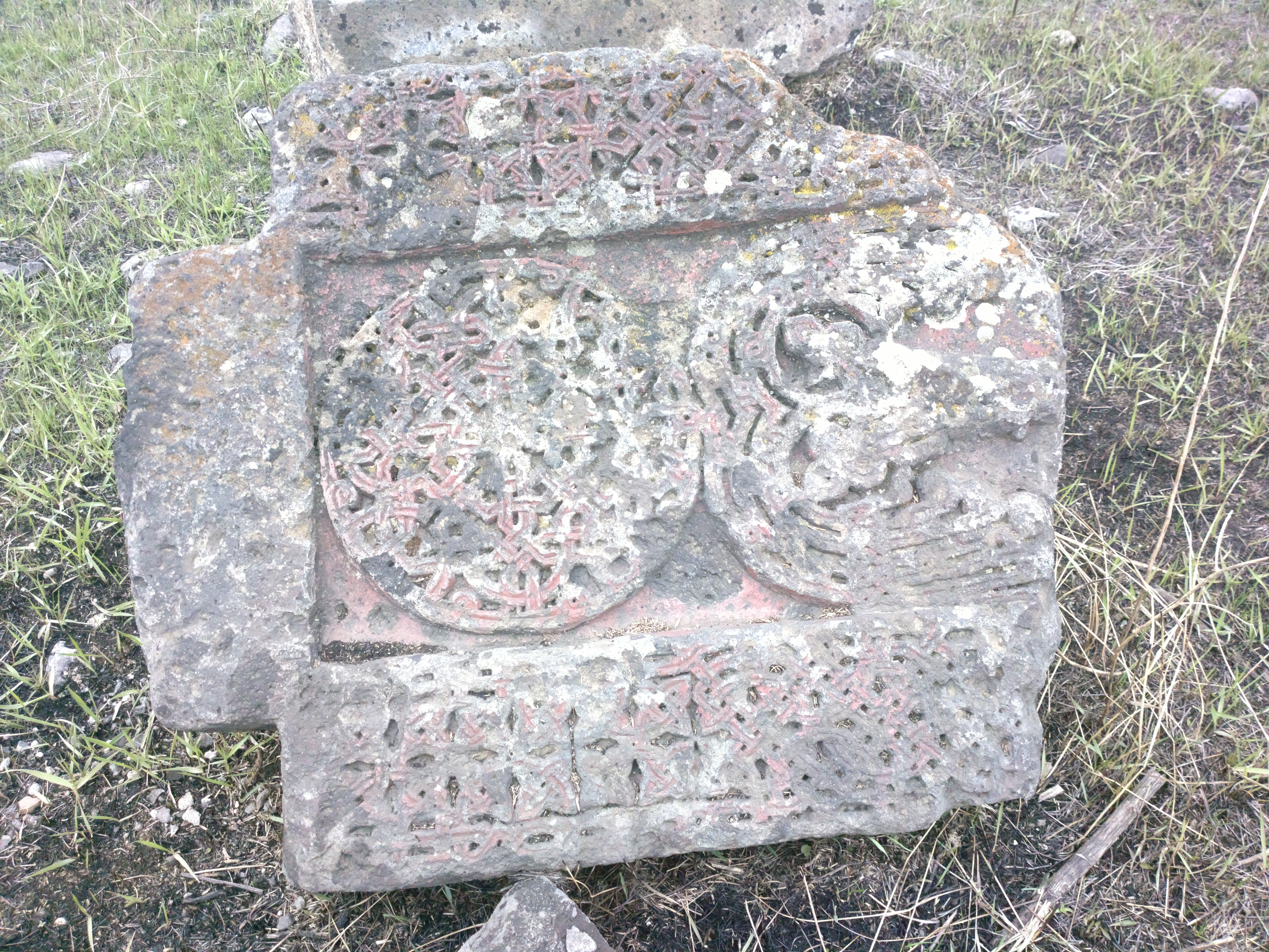
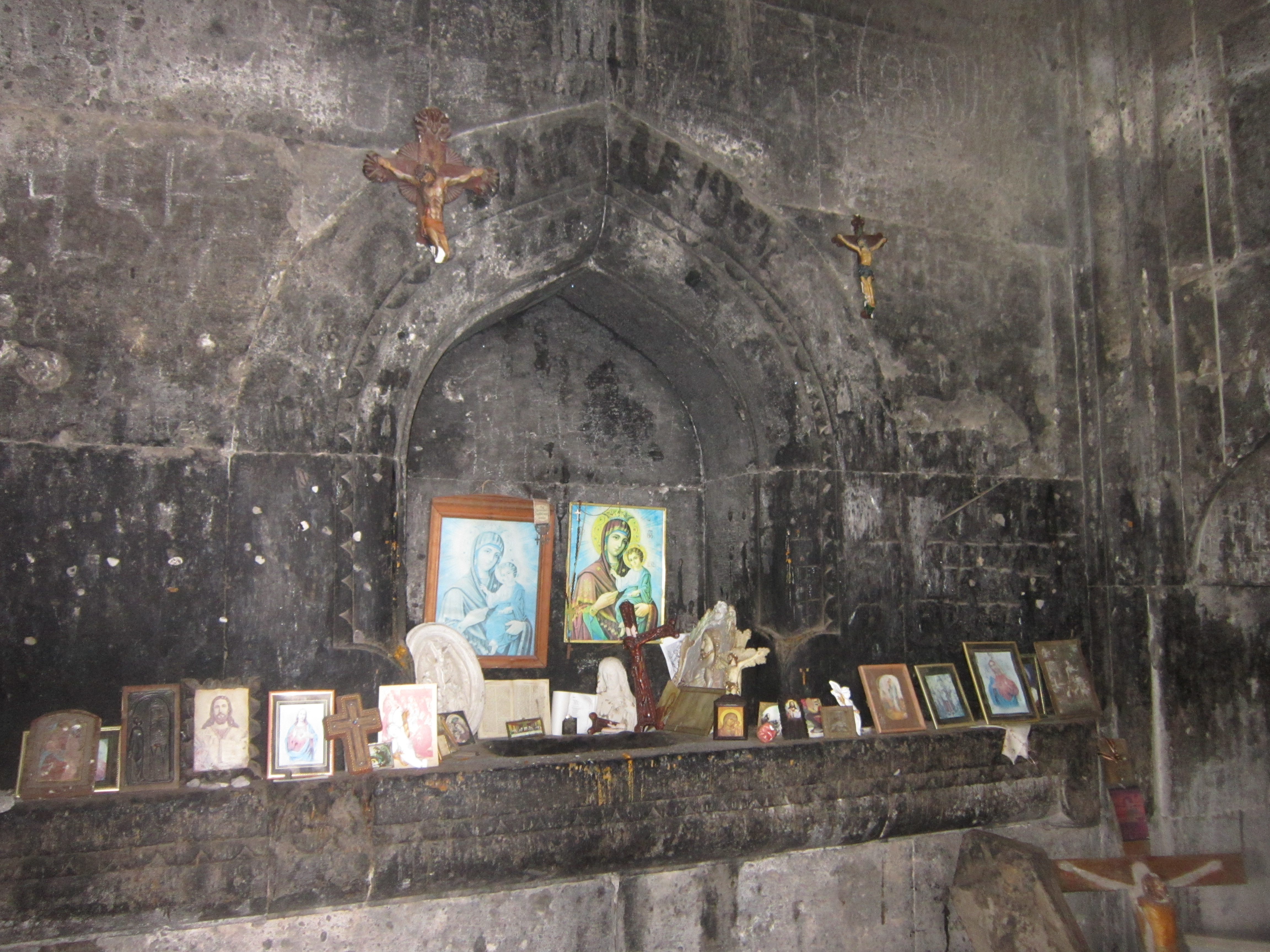
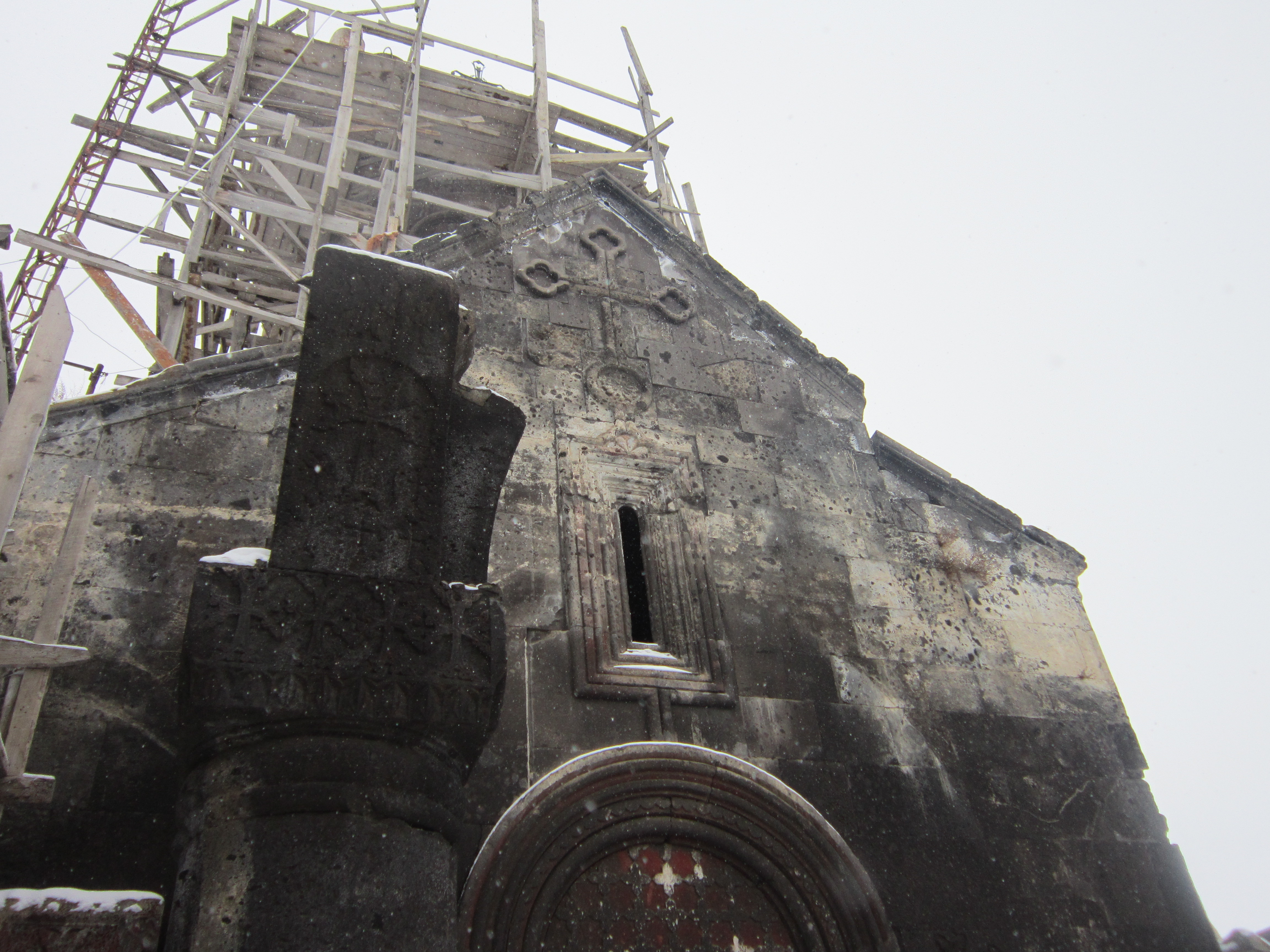
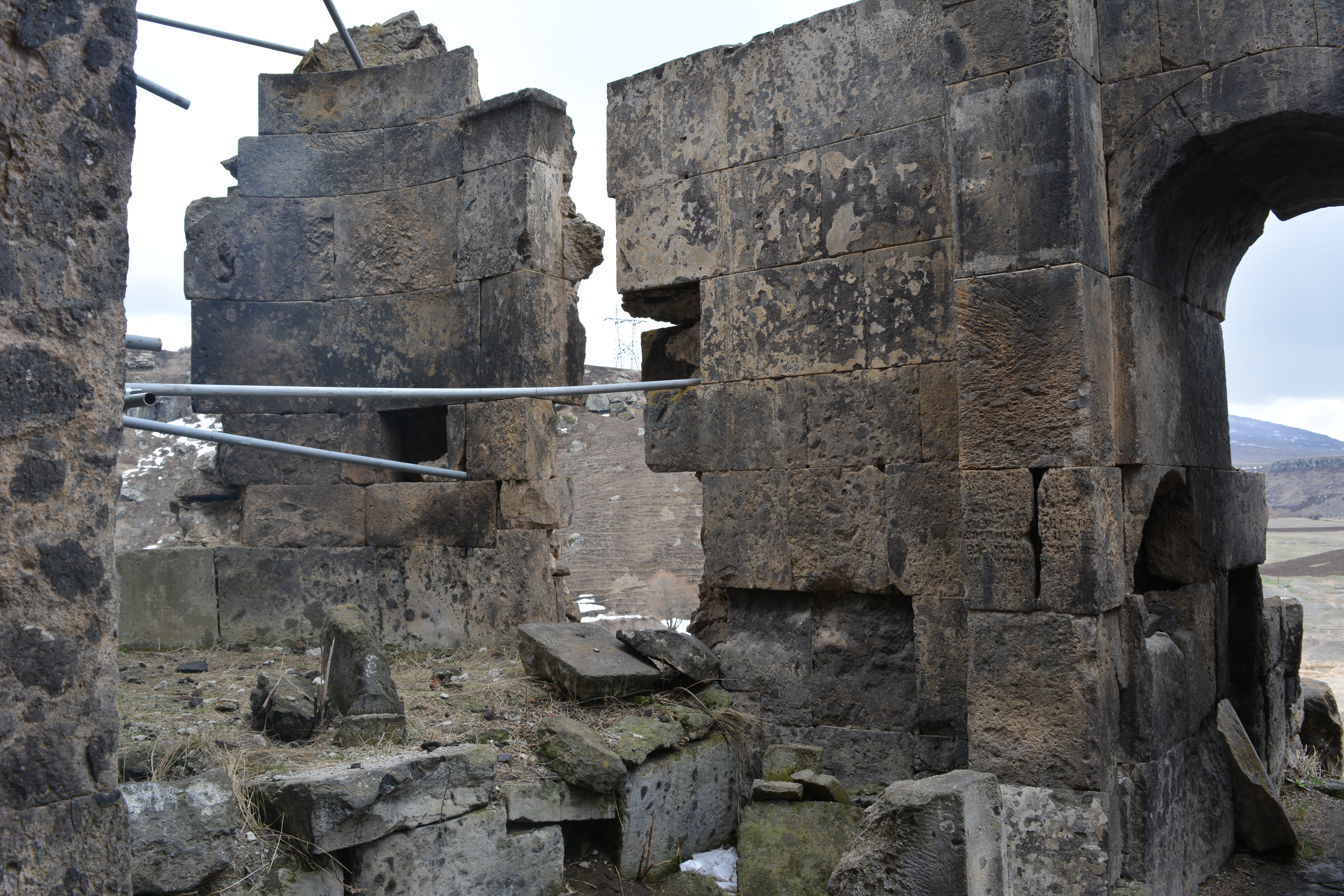
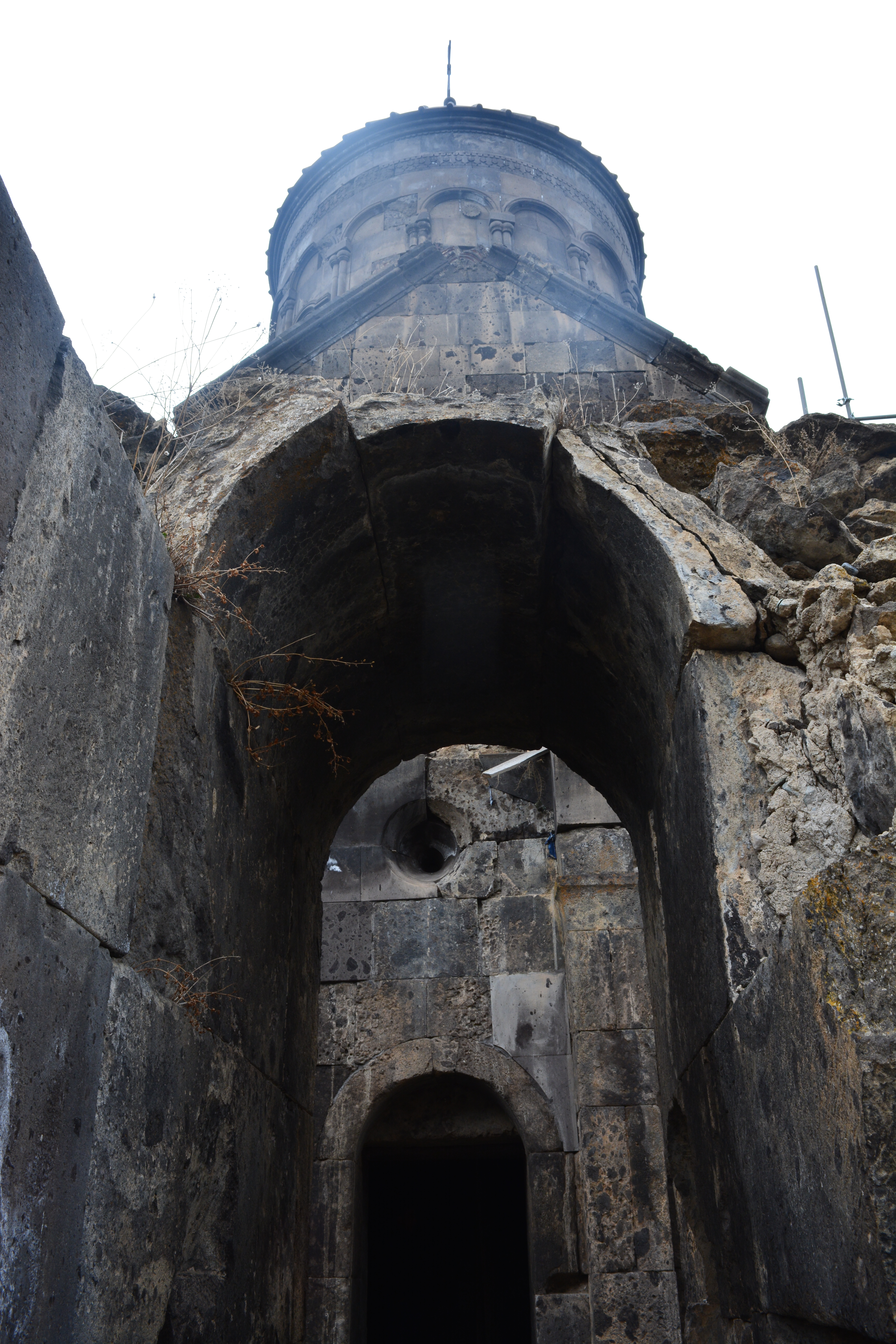
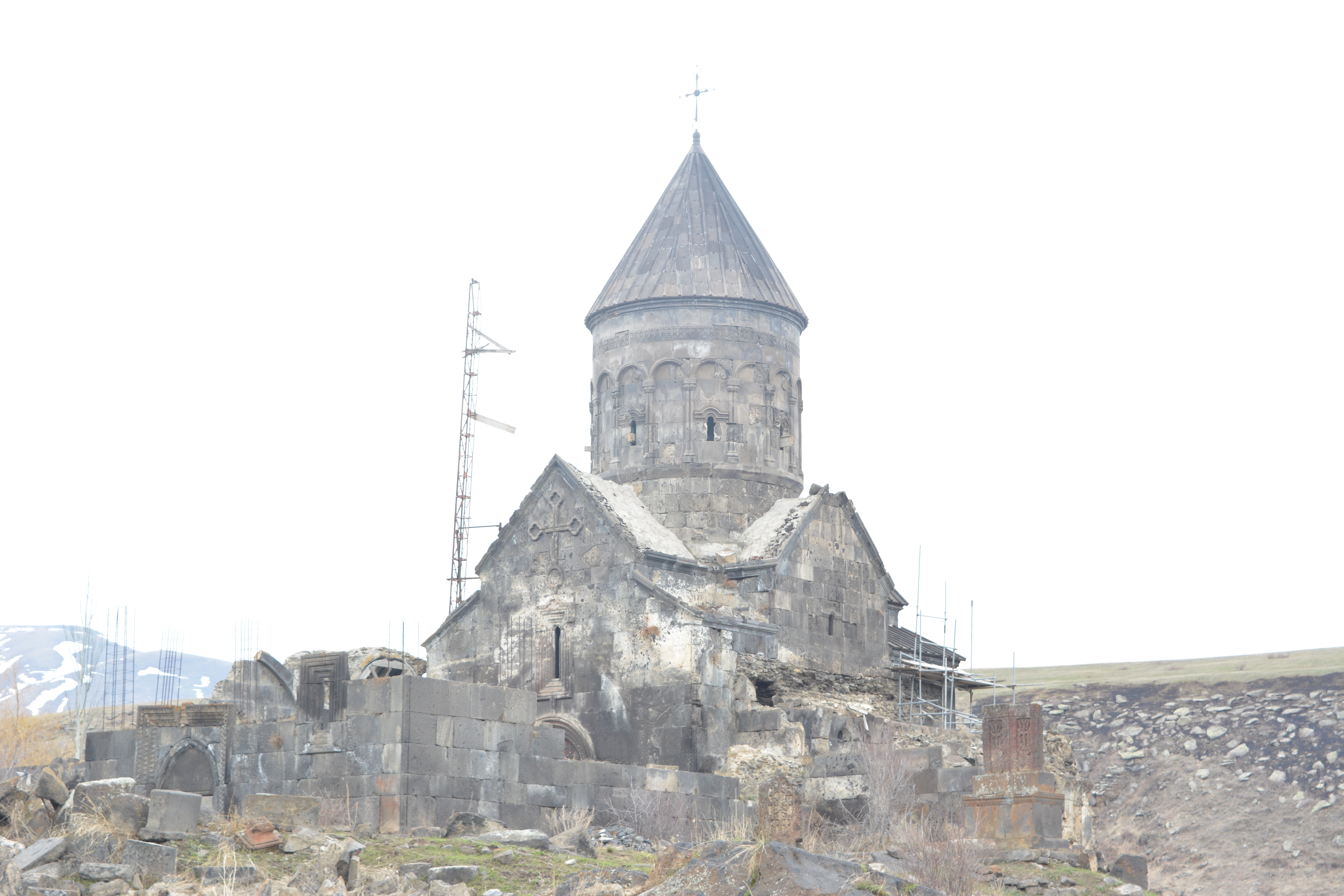
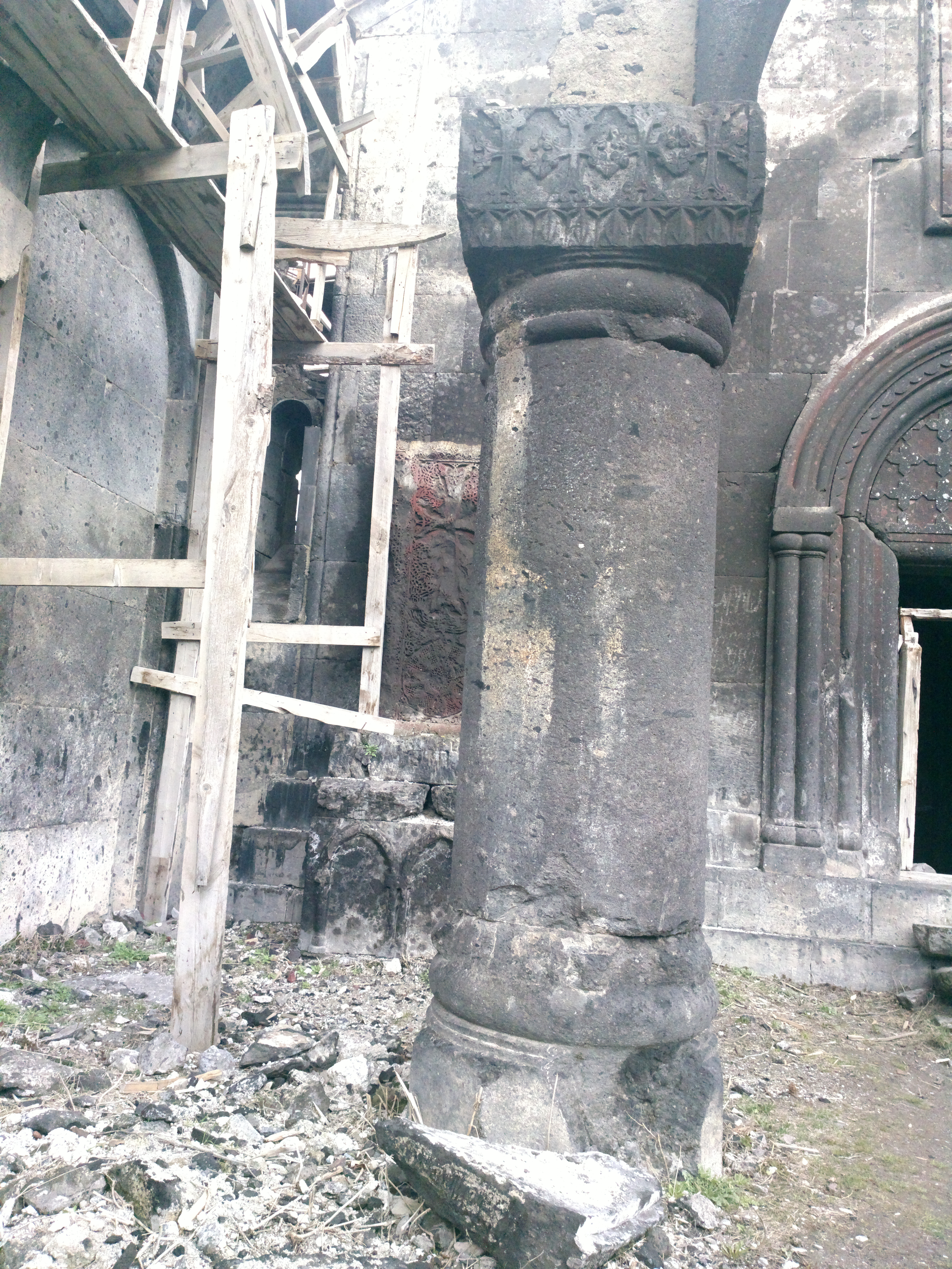
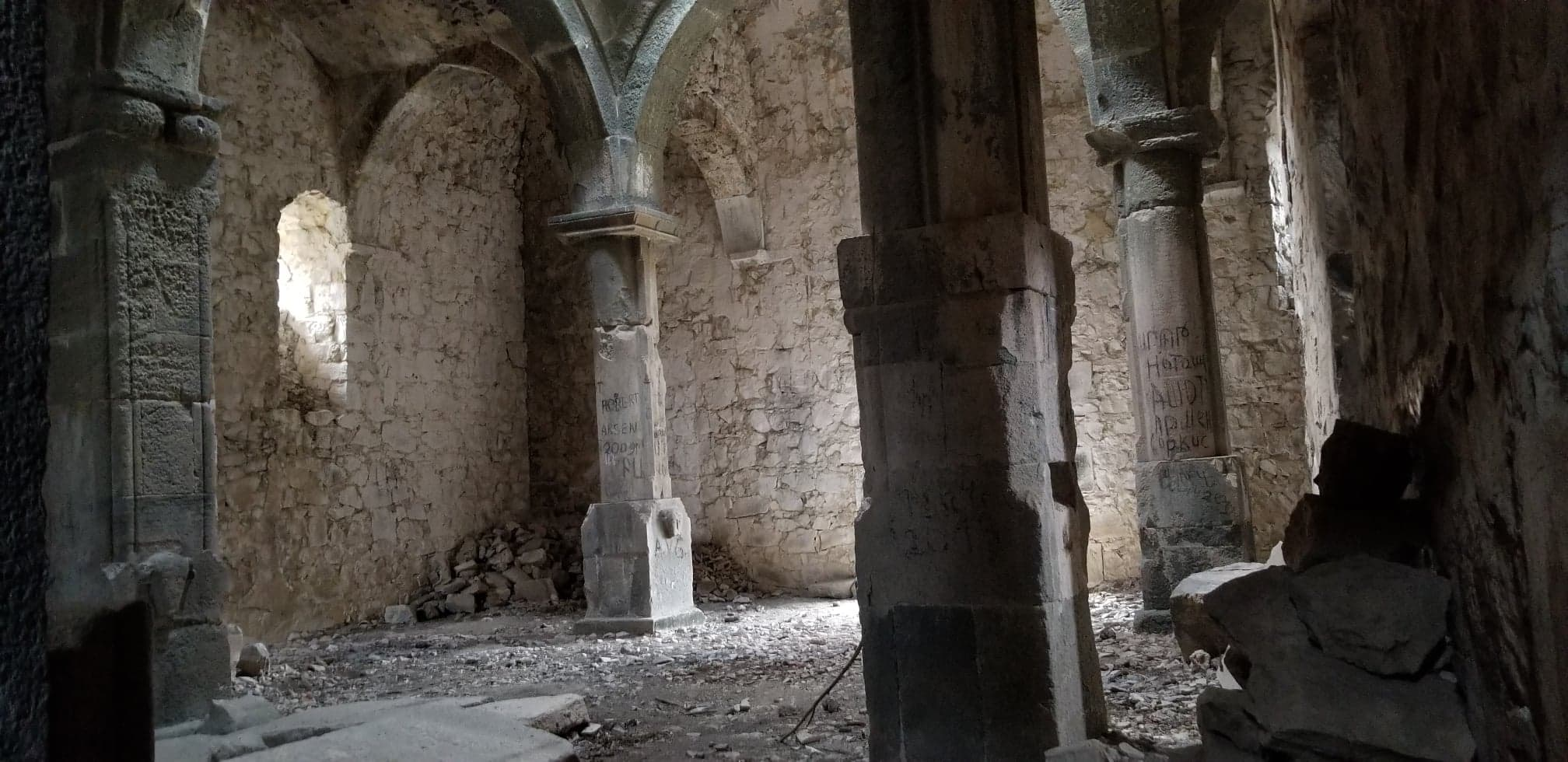
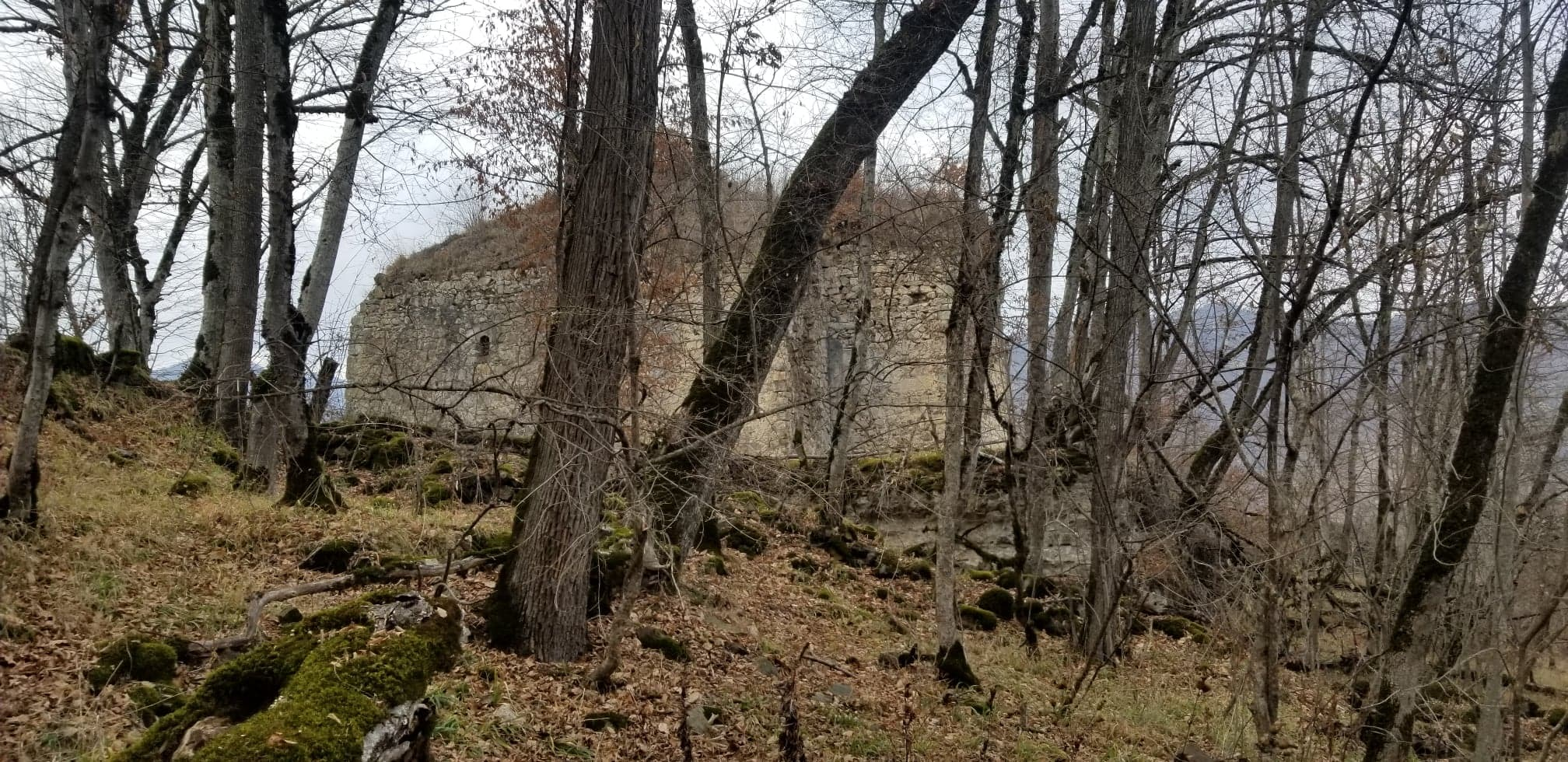